# Møgeltønder
Møgeltønder (tysk: Mögeltondern) er en by i Sønderjylland med 754 indbyggere  (2024), beliggende 7 km nordøst for Rudbøl grænse, 8 km øst for Højer, 17 km syd for Bredebro og 6 km vest for Tønder. Byen hører til Tønder Kommune og ligger i Region Syddanmark.
Møgeltønder hører til Møgeltønder Sogn. Møgeltønder Kirke ligger i byen. I den østlige del af byen ligger Schackenborg Slot, som i 1995-2014 blev beboet af Prins Joachim.

## Faciliteter
- Møgeltønder Skole har ca. 120 elever, fordelt på 0.–6. klassetrin. Skolen hører under Tønder Distriktsskole, der også omfatter Digeskolen i Højer og grundskolen i Tønder samt overbygningen i Tønder, hvor eleverne fra de 3 grundskoler fortsætter i 7.-9. klasse. Møgeltønder Skole har desuden specialklasser med elever på 0.–9. klassetrin. De holder til i handicapvenlige lokaler, der er opført i 1998 og beregnet til små holdstørrelser på 5-7 elever.[2]
- Møgeltønder Børnehus har vuggestuer med 2 stuer og børnehave med 2 stuer. Der er 13 ansatte.[3]
- Schackenborg Slotskro blev privilegeret i 1687. Den ejes delvis af Prins Joachim, og restauranten har ret til at servere det vildt, han nedlægger. Kroen har 25 individuelle værelser, alle navngivet efter danske slotte og herregårde. Værelserne findes på selve kroen og i 3 omkringliggende fredede huse. I rejsestalden kan der holdes selskaber med op til 100 personer, og kroen har desuden lokaler til 20, 30 og 40 personer.[4]
- Byen har Møgeltønder Forsamlingshus med plads til 110 gæster[5], campingplads, dyrehospital og købmand.

## Historie

### 1778
Hans Holck beskriver Møgeltønder Sogn således i sit Provincial-Lexicon over Dannemark fra 1778:
Møgeltønder sogn, i Møgeltønder birk og herred, Riberhus Amt, Ribe Stift. Dertil hører Møgeltønder by, Gallehus, Brinke Gård, Pokenbølle Gård, Markhede Gård, Skakkenborg Hovedgård, Vedå, Rojgård, Spydsholm, Emmerlykke, Sudsvakken, Sudsfelt, Lindskov Mølle, Daler Mølle, Ballum By, Skallebæk Mølle.
Kirken kaldes Skt. Nikolai Kirke, er indrettet meget smukt, med et meget smukt alter, bekostet af Grev Otto Didrik lensgreve von Schack. I kirken findes en bonde afmalet, Peder Henriksen, som døde her 1592, 127 år gammel. Ligeledes de to guldhorn, begge fundet ved Gallehus, det ene af en pige 1639, det andet af bonden Erik Lassen 1734.

### Betonvarefabrikker
I slutningen af 1800-tallet var der i Møgeltønder en blomstende industri af betonvarefabrikker pga. gode forekomster af sand. Efterhånden som sandet blev brugt, forsvandt fabrikkerne igen. Men mange sandgrave ses stadig i landskabet, og en er blevet til en sø.

### Tønder-Højer-banen
Møgeltønder fik jernbanestation på Tønder-Højer-banen (1892-1962). Banens formål var at skabe forbindelse med ferieøen Sild, som havde færgeforbindelse med Højer Sluse. Efter Genforeningen i 1920 fortsatte tyskernes trafik til Sild, nu gennem dansk område. Men i 1927 blev Hindenburgdæmningen til Sild åbnet. Så fik Højerbanen kun lokal betydning, og i 1935 blev persontrafikken indstillet.
Selve Møgeltønder fik ikke stationsby-præg, men der opstod en lille bebyggelse omkring stationen, der lå 1 km nord for byen. Her kom bl.a. et mejeri foruden betonvarefabrikkerne. Det danske målebordsblad – som er fra efter 1935, fordi stationen betegnes som godsstation – viser i selve byen 2 kroer, Møgeltønderhus, elværk, vandværk, telegrafstation og fattiggård.
Møgeltønder Station blev revet ned i 1975, kun varehuset står tilbage. Møgeltønder Omfartsvej er delvis anlagt på Højerbanens tracé. Det er Midtfeldtvej og dens korte fortsættelse som sti mod øst også.

### Genforeningssten
En 17-årig mand huggede sin private sten i 1920 til minde om Genforeningen i 1920. Han rejste den på sin bopæl Sønderbyvej 5, men nu står den til højre for indgangen til Schackenborg Slotspark. Hans nabo på Sønderbyvej 3 rejste også en genforeningssten i sin forhave, hvor den stadig står. Den har runeindskrift. På hjørnet Sønderbyvej/Strædet står byens officielle genforeningssten, der blev afsløret 10. juli 1939, altså 19 år efter at Kong Christian 10. red ind i Sønderjylland.

## Galleri
- Slotsgade
- Karakteristisk hus
- Hus på Slotsgaden
- Hus på Slotsgaden
- Hus på Slotsgaden